# کاچو کاستانیا
کاچو کاستانیا (اسپانیایی: Cacho Castaña‎؛ ‏ ۱۱ ژوئن ۱۹۴۲ – ۱۵ اکتبر ۲۰۱۹) خواننده، ترانه‌سرا، نوازنده پیانو و بازیگر اهل آرژانتین بود. وی بین سال‌های ۱۹۵۹ تا ۲۰۱۹ میلادی فعالیت می‌کرد.
از فیلم‌هایی که وی در آن‌ها نقش داشته است، می‌توان به ساحل عشق و دیسکوی عشق اشاره نمود.